# مرد انگلیسی (فیلم ۲۰۱۵)
مرد انگلیسی (به انگلیسی: Englishman) فیلمی هندی محصول سال ۲۰۱۵ و به کارگردانی سمیرجیت سینگ است. در این فیلم بازیگرانی همچون امریندیر گیل، آدیتی شارما، سارگون محتا، آمی ویرک و بینو دیلون ایفای نقش کرده‌اند.